# Pan Am Express
Pan Am Express fue un nombre comercial para un servicio de transporte de pasajeros mediante código compartido, operado por otras aerolíneas en nombre de Pan American World Airways (Pan Am). Se fundó a principios de la década de 1980 y operó hasta la desaparición de Pan Am en 1991.

## Historia
En 1980, Pan American World Airways adquirió National Airlines, obteniendo así por primera vez en su historia una red de rutas nacionales en los Estados Unidos. Para proporcionar conexiones a destinos más pequeños, pronto se hizo necesaria la creación de una red de alimentación.

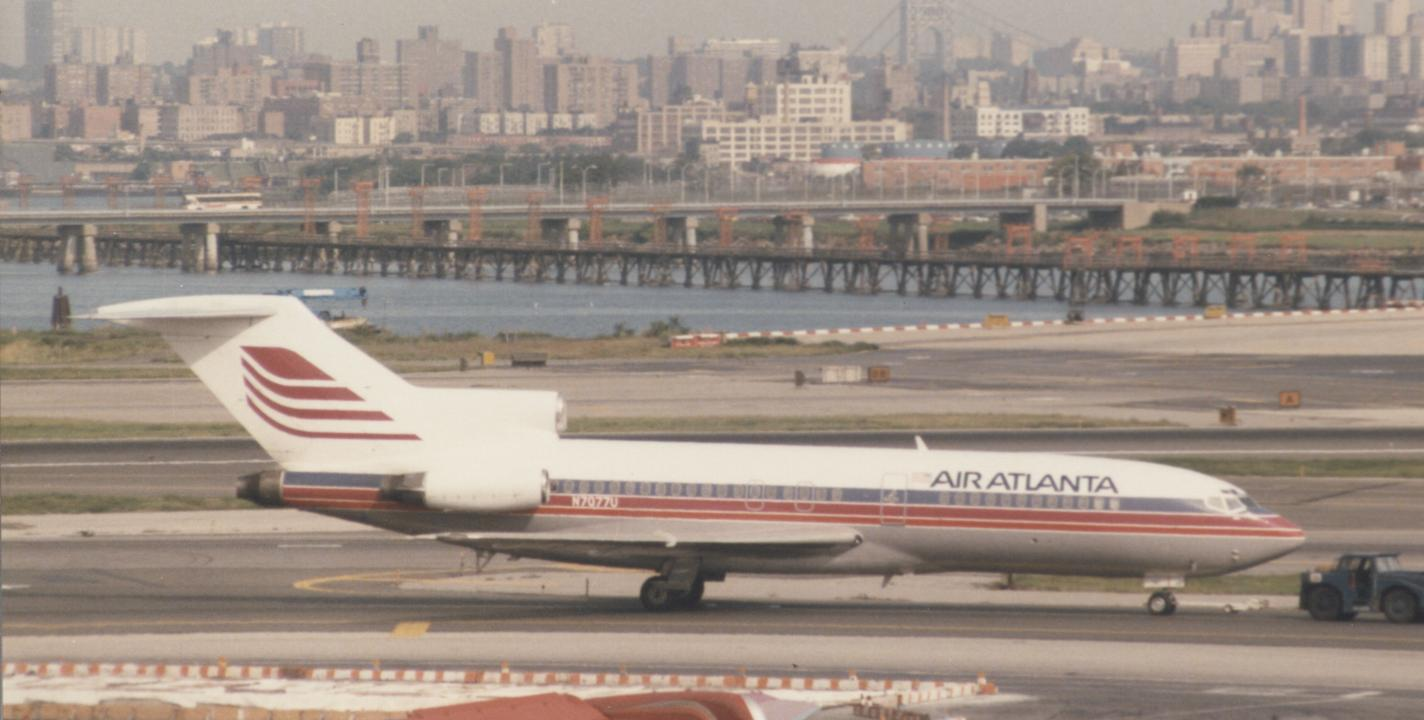
Un Boeing 727 de Air Atlanta en el Aeropuerto LaGuardia (1985).

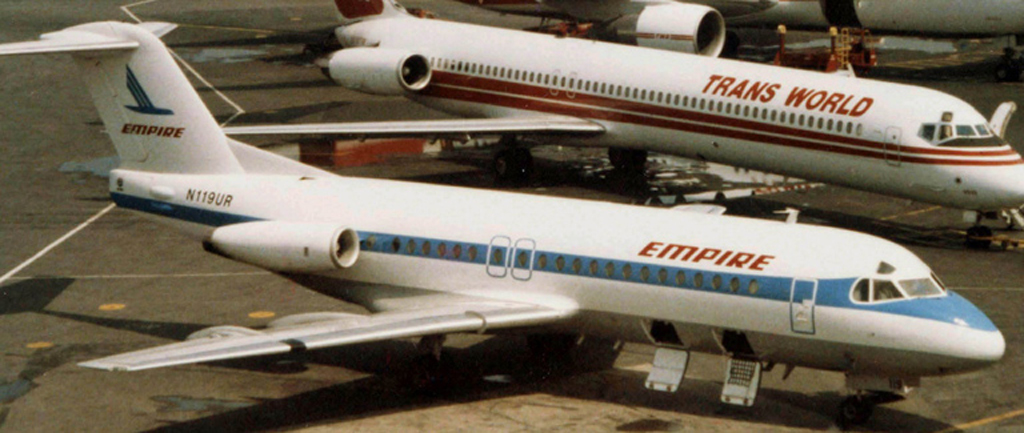
Un Fokker F28 de Empire Airlines (1976-1985) en el Aeropuerto LaGuardia (1986).

Para esta tarea, se contrataron varias aerolíneas que operaban aviones de fuselaje estrecho y/o turboprop mediante acuerdos de código compartido:
- Air Atlanta (de 1984 a 1987)
- Emerald Air (de 1981 a 1985)
- Empire Airlines (hasta 1985)
- Pacific Express
- Presidential Airways (solo en 1987)[2]
- Republic Airlines (hasta 1986)

El enfoque de la red de Pan Am Express se centró en alimentar el centro de operaciones de Pan Am en el Aeropuerto Internacional John F. Kennedy (JFK). El noreste de los EE. UU. estaba particularmente bien cubierto, pero también se operaban vuelos de alimentación en Arizona, California, Florida, Texas y otras regiones del medio oeste y sur del país.
En 1987, Pan Am adquirió Ransome Airlines, que posteriormente fue renombrada como Pan Am Express y comenzó a operar bajo la marca y líbrea de aviones de Pan Am.
Se concentró por completo en servir la sede de JFK y también operó una segunda red de alimentación en Europa, ofreciendo vuelos regionales desde el Aeropuerto de Berlín-Tegel.
Pan Am Express también operó vuelos entre Los Ángeles (LAX) y San Diego (SAN), los cuales no estaban conectados con otros destinos más pequeños de la red regional. Cuando Pan Am se declaró en bancarrota a principios de 1991 y se vio obligada a vender su centro de operaciones de Nueva York a Delta Air Lines, Pan Am Express continuó operando el sistema regional del noreste y el sistema de Miami para Pan Am hasta que la marca fue cerrada junto con su empresa matriz el 4 de diciembre de 1991. En esa fecha, Ransome/Pan Am Express fue vendida a Trans World Airlines y comenzó a operar el mismo sistema para TWA desde el 5 de diciembre de 1991 hasta noviembre de 1995, cuando TWA cerró esta operación.

## Red de rutas
Entre 1983 y 1991, la marca "Pan Am Express" se utilizó en vuelos a los siguientes destinos en Estados Unidos, Canadá y las Bahamas:
En Europa se sirvieron los siguientes destinos:

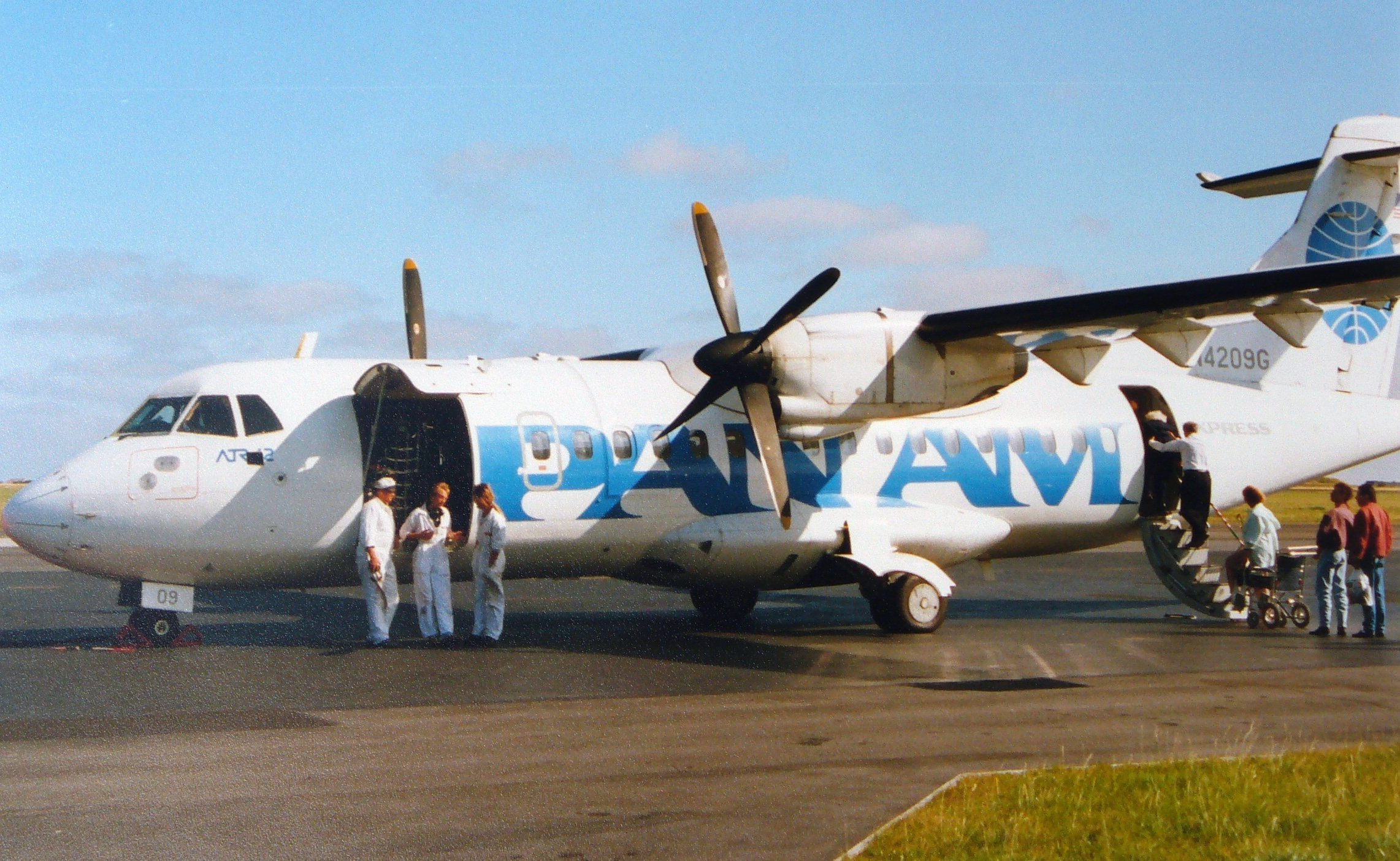
Embarque de un ATR 42 de Pan Am Express en el Aeropuerto de Sylt (1991).

## Flota

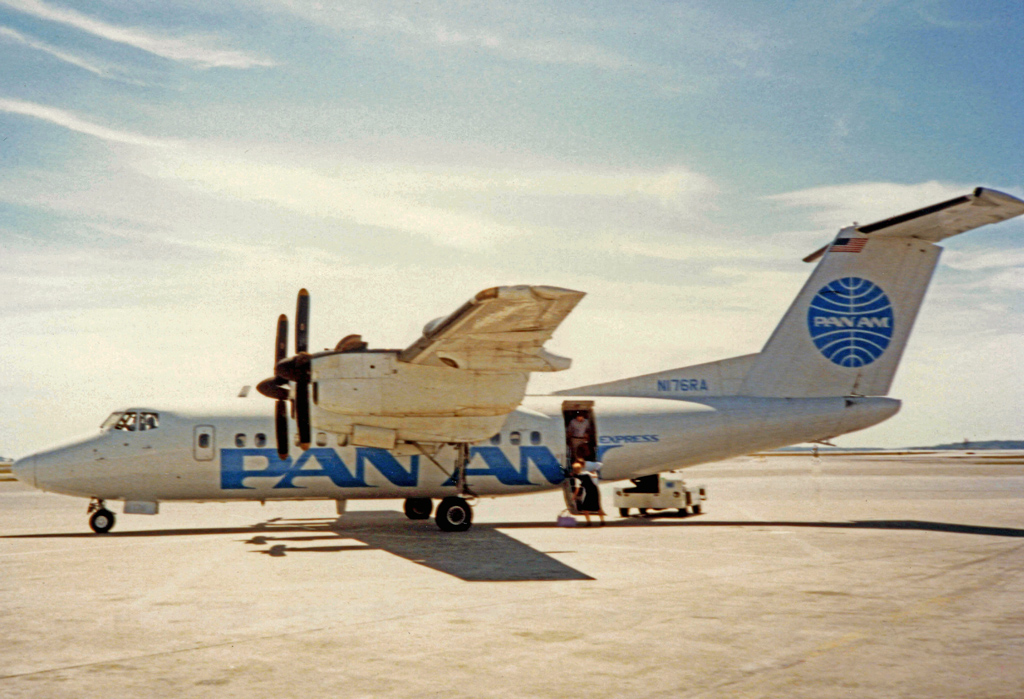
Un Bombardier Dash 7 de Pan Am Express aparcado en el Aeropuerto Internacional Logan (1987).

Los siguientes tipos de aeronaves se utilizaron en los vuelos de Pan Am Express: